# Ліс Фонтенбло
48°24′07″ пн. ш. 2°39′46″ сх. д. / 48.401956944444° пн. ш. 2.6627169444444° сх. д.

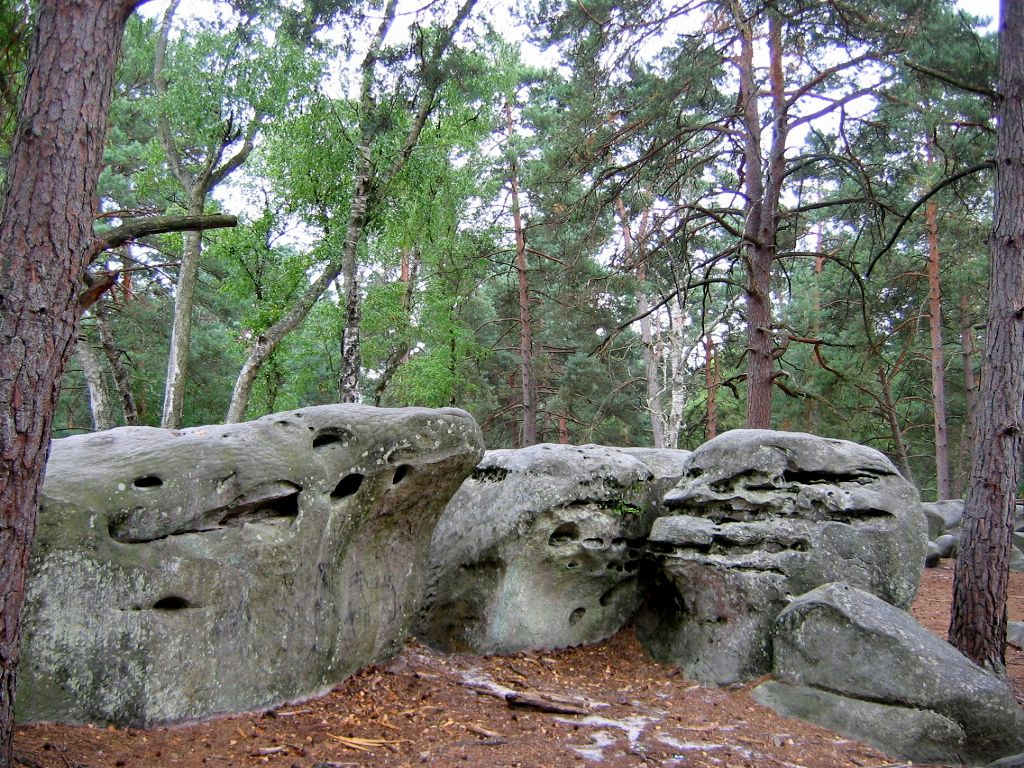
Ліс Фонтенбло

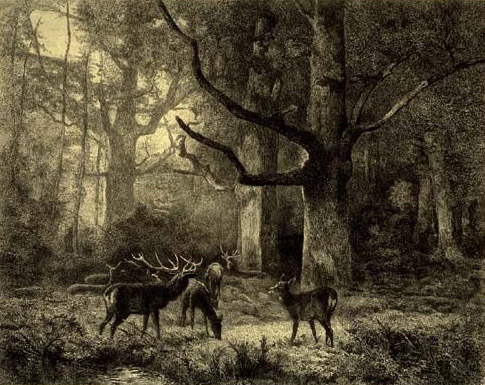
Картина Карла Бодмера «Ліс Фонтенбло», близько 1850

Ліс Фонтенбло (Forêt de Fontainebleau) — лісовий масив, що оточує замок та містечко Фонтенбло у Франції за 50 км на південь від Парижа. Ліс займає площу 25 000 га і включає лісисті пагорби, долини, порослі вересом та дроком, болота та скелі. З дерев у лісі переважають сосна (45%), дуб (40 %) та бук (10%). У лісі проростають близько 3000 видів грибів, тут водяться 7000 видів тварин, з яких 5000 видів комах. 

## Короткий опис
У печерах лісу Фонтенбло є чимало різьблених малюнків з часів кам'яної доби (8000 до н.е.), які досліджувала німецький археолог-любитель Марі Кеніг (1899-1988). Близько 1000 року ліс називався Брієрським (Brière). З 1167 року тут розташована королівська резиденція Палац Фонтенбло. За свідченням Моріса Дрюона, саме на полюванні в лісі Фонтенбло король Франції Філіп Красивий отримав інсульт, який призвів до його смерті в замку Фонтенбло. У 17 столітті внаслідок інтенсивного вирубування дерев, залишалося лише 20 % сьогоднішньої площі лісу. Відродження лісу Фонтенбло є заслугою міністра Людовика XIV Жана-Батіста Кольбера. Так лише 1716 року було знову засаджено 6 000 га лісу. З 1786 року почалося висаджування сосон. 1830 року було засаджено ще 6000 га переважно соснами. У цей час ліс відкрили для себе художники, поціновуючи хоч і штучний, але мальовничий шарм неторканого пралісу. У лісі Фонтенбло черпали своє натхнення художники барбізонської школи. З 1949 року Фонтенбло з'єднане залізничним сполученням з Парижем. Відтоді ліс став улюбленим місцем недільного відпочинку парижан. Ще 1861 року частина лісу була проголошена охоронною зоною з метою збереження природного ареалу.
З кінця 19 століття альпіністи почали лазити тут боулдерингові маршрути. Наразі це найпопулярніший боулдерінговий район у світі.